# Diario de sesiones del Congreso Nacional de Chile
El diario de sesiones del Congreso Nacional de Chile es un documento oficial que tiene por objeto registrar e informar los eventos ocurridos durante la sesión parlamentaria. Dichos eventos corresponden fundamentalmente al debate parlamentario que se registra en su integridad y los documentos vinculados a la función legislativa y de fiscalización.
Actualmente este documento es producido en soporte en papel, el cual es distribuido al interior del Congreso. La Biblioteca del Congreso Nacional de Chile dispone de una colección completa del diario de sesiones desde sus inicios en 1822. Desde 1990, esta información se encuentra completamente digitalizada y disponible en archivos de texto en Internet.

## Partes del Diario de Sesiones
El Diario de Sesiones presenta más o menos una estructura similar en las sesiones ordinarias, especiales o extraordinarias. En cambio, en las sesiones de instalación o de Congreso Pleno, las cuales son menos frecuentes (una o dos veces por año, inicio del periodo legislativo, o llegada de nuevos parlamentarios), podemos observar una estructura distinta. Lo mismo si diferenciamos por cámaras. 
El siguiente listado enumera las posibles partes del diario de sesiones de la Cámara de Diputados y Senado presentes en él con regularidad.
Es necesario también señalar que el diario de sesiones constituye el principal reflejo del trabajo parlamentario en Chile

### Portada
Corresponde a la tapa o primera cara del diario. Las indicaciones contenidas en la portada individualizan la sesión, para diferenciarlas entre sí. Los datos que se señalan son la Cámara, el número y tipo  de la sesión con su fecha, la legislatura, nombre(s) de quien o quienes la presiden y el secretario o prosecretario de la misma.

### Índice
Indica mediante una lista ordenada los capítulos o materias de que trata el diario de sesiones.

### Otros documentos de la cuenta
Esta parte del Diario sólo aparece en la Cámara de Diputados. Corresponde a la enumeración de todo otro documento que ha llegado a la corporación, los cuales se integran a la sesión enunciándolos, en la parte del Diario de Sesiones que lleva este nombre o en se resuelve en la cuenta de la misma. Su texto no forma parte integrante del Diario. En esta encontramos oficios de petición para la formación de las comisiones investigadoras, permisos, misiones oficiales y las respuestas a los oficios de fiscalización.

### Actas
En el Senado a esta sección se le denomina "Tramitación de Actas" y, en ambas cámaras, corresponde a aquella parte de la sesión en que el presidente de la corporación indica a los parlamentarios las sesiones cuyas actas esta aprobadas, y aquellas a cuya disposición se encuentran, para el caso de hacer observaciones a las mismas. El acta propiamente tal debe contener el nombre del Diputado o Diputados que hayan presidido la sesión; la nómina por orden alfabético de los Diputados asistentes; la de los Ministros que concurrieron; los nombres de los funcionarios que hayan actuado como Secretarios o Prosecretarios; la enumeración de los documentos de que se haya dado cuenta, con especificación del trámite o resolución recaído en cada uno de ellos; la mención de los asuntos que se hayan discutido y de los acuerdos adoptados; el texto completo de los proyectos de ley o proyectos de acuerdo aprobados por la Cámara de Diputados, y todas aquellas otras materias de que se considere necesario dejar constancia, más una relación sustancial de todo lo ocurrido, en tercera persona. En el senado, al final del Diario de sesiones insertan el texto de las sesiones materialmente, las cuales se encuentran aprobadas y enmendadas.

### Cuenta
Es la relación que hace el secretario de toda comunicación dirigida a la corporación en el orden que señala el reglamento. Estas comunicaciones solo producen su efecto, y por tanto se entienden oficiales, una vez que se ha procedido a su lectura. El Parlamentario puede formular peticiones acerca de un punto de la cuenta la cual debe resolverse de inmediato y sin discusión.

### Debates
De los debates en sala debe quedar registro integró en el diario de debates, con excepción de aquellas expresiones que por reglamento deben omitirse. El Presidente de la sala es quien guía el debate y debe hacer respetar los tiempos asignados a cada bancada. Los parlamentarios deben inscribirse para debatir un proyecto de ley u otro tema en la tabla y respetar dicho orden. Es importante que solo pueden hacer uso de la palabra cuando se les haya concedido, y deberán siempre dirigirse al Presidente, evitando los diálogos directos. Terminará su discurso o exposición con la fórmula: He dicho. El debate de la sala se produce desde el asiento asignado al parlamentario en el hemiciclo, con la excepción de los diputados informantes o ministros que si lo desean  lo harán desde un podio ubicado en un lugar cercano a la testera. Las duraciones de los tiempos de debate asignados a cada parlamentario dependen del tipo de Discusión que se trate. En esta parte se han tratado los debates de acuerdo a la clasificación que hace el Diario de Debates de los mismos.

#### Tabla y Objeto de la sesión
La oficina de redacción de la Cámara de Diputados, usa ambos términos generalmente en sesiones especiales, para indicar en el Diario de Sesiones el debate de temas de contingencia fijados por acuerdo de los parlamentarios o bien el debate de los informes despachados por las comisiones especiales fiscalizadoras. Cuando se trata de esto último generalmente los parlamentarios presentan proyectos de acuerdo relacionados con la materia.
En ciertas ocasiones esta parte de la sesión contiene el debate de algún proyecto de ley, para lo que vale lo dicho respecto de la orden del día.

#### Discusión Inmediata
Corresponde al debate de proyectos de ley con urgencia de discusión inmediata, se trata de proyectos sencillos y notoriamente obvios en su contenido. Comienza con los antecedentes del proyecto, luego la discusión parlamentarias donde no intervendrán más de cinco parlamentarios. Los proyectos en discusión inmediata no tendrán discusión particular y su votación es económica.

#### Fácil Despacho
Corresponde al debate de proyectos de ley, en sesión ordinaria, los cuales se discuten en general y en particular en un tiempo no superior a los 10 minutos. Su votación es inmediata aun cuando haya presentación de indicaciones al mismo.

#### Orden del Día
Corresponde al debate a fondo y uniforme de los proyectos de ley, en general y/o en particular que figuran en tabla, y de acuerdo a la preferencia que señala el reglamento. El secretario o Presidente de la Sala entrega los antecedentes del debate y comienza la relación del informe de la comisión por el parlamentario designado para ello. Luego comienza el debate parlamentario propiamente tal.

### Homenaje
Corresponde a una sesión especial o alguna parte de una sesión ordinaria destinada a homenajear a alguna personalidad pública o agrupaciones relevantes para la sociedad. 

### Tiempo de Votaciones
Parte de la sesión de Senado destinada a la votación de proyectos de acuerdo.

### Proyectos de Acuerdos
Parte de la sesión reservada a la discusión y votaciones de peticiones o acuerdos formulados por diez o más parlamentarios, los cuales deben ser votados de inmediato. Estas en general se refieren a peticiones de proyectos de ley al ejecutivo, formación de comisiones investigadores y especiales etc.

### Peticiones de Oficio
Parte de la sesión de Senado destinada a la petición de oficios con información específica solicitada por los parlamentarios a ciertas autoridades.

### Incidentes
Tiempo de las sesiones ordinarias durante el cual los parlamentarios pueden promover o debatir cualquier asunto o cuestión que juzguen de interés público o conveniente para el mejor desempeño de sus cargos. Al mismo tiempo pueden solicitar oficios a instituciones o servicios estatales o privadas para obtener información o antecedentes del asunto promovido.

### Documentos
También llamado "Anexo documentos", corresponde a la reproducción de los documentos de los cuales se ha dado cuenta en la sesión sean ellos la trascripción de los mensajes, de las mociones, proyectos de acuerdo, de los oficios del Presidente de la República, de los Ministros de Estado y del Senado o Cámara de Diputados recaídos en proyectos de ley o de acuerdo y de los informes de Comisiones.